# 瓦萨富阿
8°34′S 179°04′E / 8.567°S 179.067°E

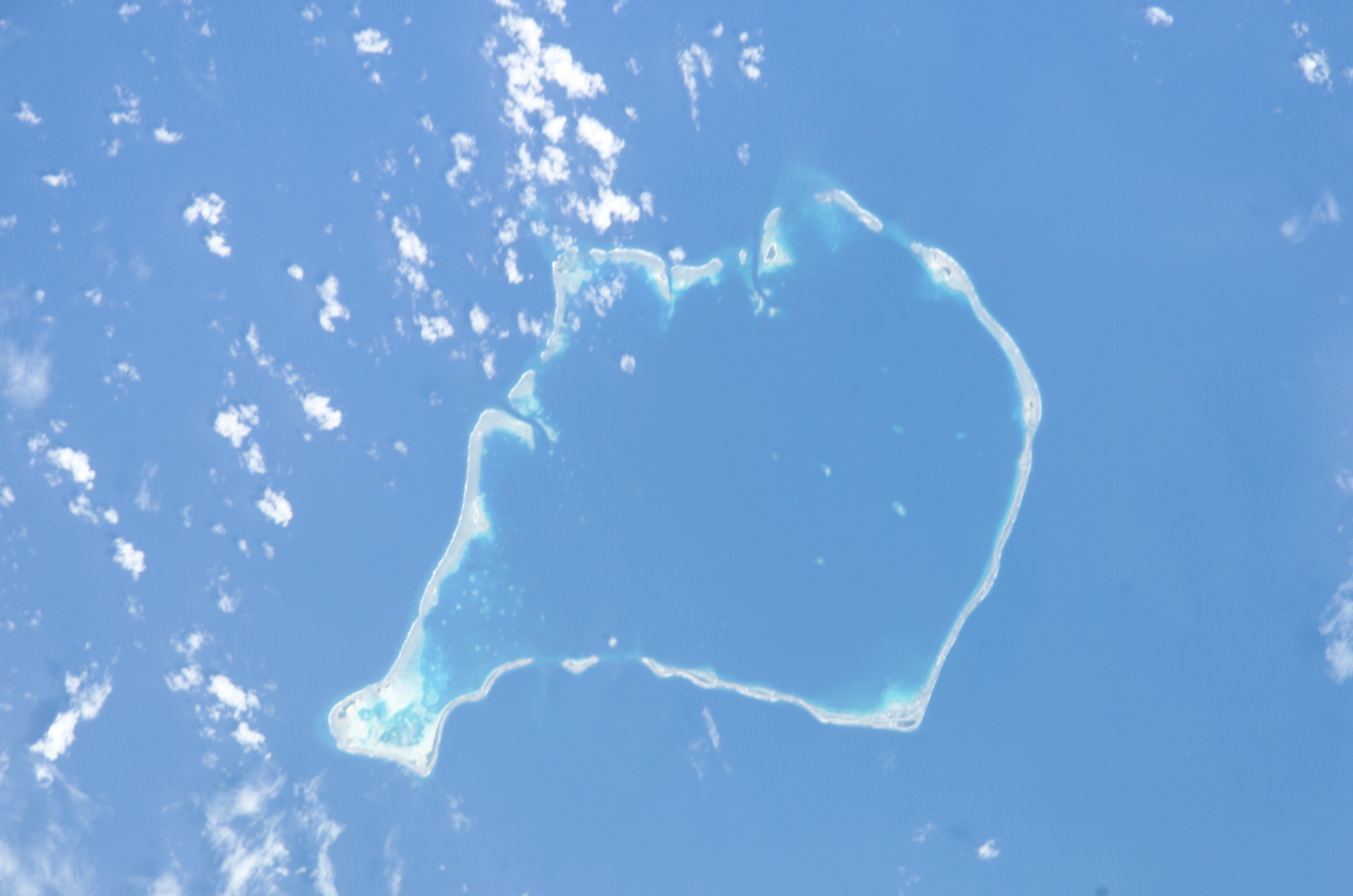
富納富提全圖

瓦萨富阿（英語：Vasafua Isle）是一個位於吐瓦魯首都富納富提的一座珊瑚礁島嶼。瓦萨富阿是富纳富提保护区的一部分，该保护区成立于1996年，人們為保护该地区的自然动植物而成立該保護區。